# National Health
National Health is een Britse rockband uit het genre van de progressieve rock, uit de Canterbury-scene. De groep was actief in de tweede helft van de jaren 70.
De start van National Health was een tweetal optredens van Hatfield and the North samen met Gilgamesh in 1973. De twee bands traden samen op in een octet-vorm. Dit gaf aanleiding tot het idee om te starten met een rockorkest. Halverwege 1975 werd het initiatief genomen door Alan Gowen (Gilgamesh) en Dave Stewart (Hatfield and the North). Men startte met een achttal musici, namelijk Alan en Dave ieder op keyboards samen met Phil Miller (gitaar, ex-Hatfield), Phil Lee (gitaar, ex-Gilgamesh), Mont Campbell (basgitaar, ex-Egg), Bill Bruford (drums, ex-Yes en King Crimson) en Amanda Parsons (zang, voorheen bij the Northettes, het achtergrondkoor van Hatfield).
In 1975 werd geoefend; in 1976 volgden de eerste optredens. Ook volgde er een groot aantal wijzigingen in de samenstelling van de groep. Phil Lee werd vervangen voor Steve Hillage en toen die vertrok besluit men het bij één gitarist te houden. Bruford werd kort vervangen door eerst Richard Burgess en later John Mitchell, en na een tweede vertrek door Pip Pyle. Mont Campbell vertrok en werd vervangen door Neil Murray (ex-Gilgamesh).
De band was door het vertrek van Gowen en Parsons uitgedund tot een standaard kwartet. Bij de opnames voor een eerste album kwamen deze twee National Health wel weer versterken. In 1977 werd het album opgenomen; in 1978 verscheen het. De band toerde in 1977 twee keer door Nederland. Neil Murray verliet de band en werd vervangen door John Greaves (ex-Henry Cow).
National Health deed een tournee in het voorprogramma van hun voormalige gitarist, Steve Hillage. De band ging de studio in voor een tweede album. Op Of Queues and Cures was wat meer ruimte voor experimenteren gecreëerd. Vervolgens traden Georgie Born en Lindsay Cooper tot de band toe. Dave Stewart vertrok (hij ging in Bruford spelen) en Alan Gowen keerde terug naar National Health. In 1979 en 1980 maakte de band nog een aantal tournees, maar hield dan op te bestaan. Phil Miller en Alan Gowen bleven wel samenwerken, maar in mei 1981 overleed Alan Gowen aan leukemie. Phil Miller nam het initiatief voor een aantal reünieconcerten, met Stewart weer in de band. De concerten waren eerbetonen aan Gowen, met name composities van hem werden geschreven. Er verscheen ook een album met nog niet eerder uitgebrachte Gowen-nummers, plus twee nummers uit de tijd van Gilgamesh: D.S. al Coda.
De leden van de band gingen vervolgens ieder hun eigen weg. Stewart en Greaves haalden succes in de rockmuziek. Miller en Pyle bleven nog lang samen spelen, onder meer in In Cahoots. Miller en Stewart werkten af en toe samen; een resultaat daarvan was de opname uit 1990 van het nummer "The Apokalypso", uitgebracht op het verzamelalbum Complete van National Health.

## Discografie
- National Health (1978)
- Of Queues and Cures (1979)
- D.S. al Coda (1981)
- Complete (verzamel-cd) (1990)
- Missing Pieces (opnames uit 1975 – 1976) (1996)
- Playtime (opnames uit 1979) (2001)